# Jane King (nhà thơ)
Jane King (sinh năm 1952) là một nhà thơ St. Lucia, một nhà văn hàng đầu Tây Ấn thuộc thế hệ sinh ra sau Thế chiến II.

## Tiểu sử
Jane King được sinh ra ở Castries nhưng có một tuổi thơ peripatetic, vì gia đình bà đã dành thời gian ở Trinidad và Tobago, Barbados và Scotland trong những năm đầu của bà. Sau Tu viện St Joseph ở St Lucia, bà đã giành được học bổng ở đảo St Lucia để học tại Đại học Edinburgh. Từ năm 1976, bà đã giảng dạy ở nhiều cơ sở khác nhau, bao gồm Đại học Cộng đồng Sir Arthur Lewis ở Castries, nơi bà chính thức giữ chức Trưởng khoa Nghệ thuật và Nghiên cứu Tổng quát.
King đã xuất bản hai tập thơ: Into the Center (1993) và Fellow Traveller (1994, Giải thưởng Nhà văn Khối thịnh vượng chung, Caribbean và Canada, và Giải thưởng Tưởng niệm James Rodway). Những bài thơ của bà được biết đến với sự dí dỏm mà họ đề cập đến vị trí của một người kể chuyện da sáng ở vùng biển Caribe có ý thức chủng tộc cũng như mối quan tâm về vai trò của trí tưởng tượng sáng tạo trong xã hội Caribe.
bà cũng là một diễn viên và giám đốc nhà hát, đồng sáng lập bàng ty Nhà hát Ngọn hải đăng St Lucia.
bà đã kết hôn với nhà thơ Kendel Hippolyte.